# Castenedolo
Castenedolo est une commune italienne de la province de Brescia, dans la région Lombardie.

## Administration
| Période                                  | Période | Identité           | Étiquette | Qualité |
| ---------------------------------------- | ------- | ------------------ | --------- | ------- |
| 2004                                     | 2009    | Giuliano Salomoni  | PD        | -       |
| 2009                                     | 2014    | GianBattista Groli | PD        | -       |
| Les données manquantes sont à compléter. |         |                    |           |         |

### Hameaux
Alpino, Capodimonte

### Communes limitrophes
Borgosatollo, Brescia, Calcinato, Ghedi, Mazzano, Montichiari, Rezzato